# Chelotrupes matutinialis
Chelotrupes matutinialis är en skalbaggsart som beskrevs av Baudi 1870. Chelotrupes matutinialis ingår i släktet Chelotrupes och familjen tordyvlar. Inga underarter finns listade i Catalogue of Life.